# Joint Functional Component Command for Intelligence, Surveillance and Reconnaissance
Die Joint Functional Component Command for Intelligence, Surveillance and Reconnaissance (JFCC-ISR) ist ein streitkräfteübergreifendes Kommando der US-Streitkräfte, welches am 31. Mai 2005 aufgestellt wurde. Dieses Funktionskommando ist dem United States Strategic Command (STRATCOM) unterstellt.
Der Auftrag des Kommandos ist die Umsetzung von Intelligence, Surveillance and Reconnaissance als Teil der Doktrin Command and Control, Communications, Computers, Intelligence, Surveillance and Reconnaissance (C⁴ISR). Mit dem Begriff Intelligence, Surveillance and Reconnaissance, abgekürzt ISR, beschreiben die US-Streitkräfte koordinierte Aktivitäten in den Bereichen Nachrichtendienst (englisch intelligence), Überwachung (englisch surveillance) und Aufklärung (englisch reconnaissance) zur unmittelbaren Unterstützung eines Einsatzes.
Sitz der JFCC-ISR ist die Joint Base Anacostia-Bolling in Washington, D.C.